# Jelena Alekszandrovna Kuzmina
Jelena Alekszandrovna Kuzmina (oroszul: Елена Александровна Кузьмина; Tiflisz, ma: Tbiliszi, Grúzia, 1909. február 17. – Moszkva, 1979. október 15.) orosz szovjet színésznő.

## Pályája
Tanulmányait Leningrádban, az Ekszcentrikus Színészek Üzemében (FEKSZ) végezte, mely később a leningrádi Színházművészeti Főiskola (Insztyitut Szcenyicseszkih  Iszkussztv, ISZI) része lett. Itt kapott Kuzmina diplomát 1930-ban, de már egy évvel korábban filmezni kezdett.
A FEKSZ művészeti vezetői, Grigorij Kozincev és Leonyid Trauberg rendezők Új Babilon című filmjük központi szerepét bízták rá. Egy eladólányt alakít, aki a Párizsi Kommün idején a barikádon harcol, és szerelme elárulja. A filmben partnerei voltak az egykori FEKSZ-tagok közül többek között Oleg Zsakov és Szergej Geraszimov, valamint Vszevolod Pudovkin. Egy epizódszerepben feltűnt Tamara Makarova is. Ebben az alkotásban debütált filmzene szerzőként Dmitrij Sosztakovics.
A két rendező következő művében (Egyedül, 1931) Kuzmina fiatal tanítónőt alakít, aki a városból egy altaji faluba érkezve egyedül próbál megküzdeni a régi szokásokkal, a helyi kiskirállyal, a közönnyel azért, hogy a gyerekek iskolába járhassanak. „Jelena tanítónőnek több arca van a filmben, és Kuzmina – kevés jelenet kivételével – képes volt ezeket hitelesíteni.” Ez volt a színésznő (és a Lenfilm stúdió) első hangos filmje, melyet eredetileg némafilmként forgattak és utólag készítettek hozzá hangot.
Első férje, Borisz Barnet rendező két filmjében egész más jellegű szerepeket kapott. Az egyikben egy öreg cipész lányát alakítja, aki a német fogoly segédet szereti (Határvidék); a másikban csinos halászlányt játszik vonzó egyszerűséggel, akinek szívéért két férfi verseng (Nyikolaj Krjucskov és Lev Szverdlin alakítása, A kék tenger partján című vígjátékban, 1935). A korábbi tragikus színeket, a hősies helytállást és a szociális mondanivalót itt lágy mosolygás, nőiesség, a lelki élet apró rezdüléseinek ábrázolása váltja fel.
A következő évben Kuzmina már másik stábbal forgatott: Mihail Romm rendező hívta meg A sivatagi tizenhármak című filmjében a határőrparancsnok feleségének szerepére. Az ajánlat nem csak egy filmszerepre szólt: Kuzmina Romm felesége lett, házasságuk 34 évig tartott. Férje további öt filmjében játszott, ezek a szerepek tekinthetők legkiérleltebb színészi munkáinak. Köztük van a háború idején evakuációban, Taskentben forgatott A 217-es deportált (1944) németek által elhurcolt, de a megalázásokért bosszút álló asszonyának, vagy a Titkos küldetés (1950) kettős életet élő szovjet felderítőnőjének alakja.
Az 1950-es évek közepén rendeletben tiltották meg, hogy a szovjet filmrendezők munkáikban saját feleségeiket foglalkoztassák. Romm ekkor már a Gyilkosság a Dante utcában című filmjére készült, melynek egyik szerepét – mint korábban is – feleségének szánta. Bár az elkészült filmet a nézők szívesen fogadták, a rendező elégedetlen volt munkájával, sőt addigi életművének jelentős részével, több mint öt évig nem is forgatott új filmet. Kuzmina más rendezőkkel dolgozott, zömmel tv-filmekben tűnt fel, az 1960-as évektől egyre ritkábban. Nyolc évvel élte túl férjét.

## Filmjei
- 1929 – Új Babilon (Новый Вавилон) – (R. Grigorij Kozincev, Leonyid Trauberg)
- 1930 – Huszonkét boldogtalanság (Двадцать два несчастья) – (Rövid játékfilm, nem maradt fenn. R. Szergej Geraszimov, Szergej Bartyenev)
- 1931 – Vidám háború (Весёлая война) – (A film nem maradt fenn)
- 1931 – Egyedül (Одна) – (R. Grigorij Kozincev, Leonyid Trauberg)
- 1932 – Horizont (Горизонт) – (R. Lev Kulesov)
- 1932 – Erdő (Лес) – (Nem mutatták be. R. Szergej Geraszimov)
- 1932 – Három katona (Три солдата) – (A film nem maradt fenn. R. Alekszandr Ivanov)
- 1933 – Határvidék (Окраина) – (R. Borisz Barnet)
- 1935 – A kék tenger partján (У самого синего моря) – (R. Borisz Barnet)
- 1936 – A sivatagi tizenhármak (Тринадцать) –  (R. Mihail Romm)
- 1939 – Lovasok (Всадники) – (R. Igor Szavcsenko)
- 1941 – Ábránd (Мечта) – (A háború miatt csak 1943-ban fejezték be. R. Mihail Romm)
- 1942 – Koldus és királyfi (Принц и нищий) – (Mark Twain könyve nyomán. R. Eraszt Garin)
- 1944 – A 217-es deportált (Человек № 217) –  (R. Mihail Romm)
- 1947 – Az orosz kérdés (Русский вопрос)  –  (Konsztantyin Szimonov  drámájából. R. Mihail Romm)
- 1950 – Titkos küldetés (Секретная миссия) – (R. Mihail Romm)
- 1953 – Hajókkal a bástyák ellen (Корабли штурмуют бастионы) – (R. Mihail Romm)
- 1956 – Ahogy ő hazudott a férjének (Как он лгал её мужу) (Tv-film. R. Tatyjana Berezanceva)
- 1957 – Az Uljanov család (Семья Ульяновых) – (R. Valentyin Nyevzorov)
- 1958 – Nyugtalan éjszaka (Тревожная ночь) – (Tv-film. R. Tatyjana Berezanceva)
- 1961 – A párbaj (Дуэль) – (Csehov kisregényéből. R. Tatyjana Berezanceva, Lev Rudnyik)
- 1964 – Utolsó éjszaka a mennyországban (Последняя ночь в раю) – (R. Alekszandr Gordon, Moldovafilm Stúdió)
- 1974 – A felszállás késik (Вылет задерживается) – (Tv-film. R. Leonyid Marjagin)
- 1977 – A baj (Беда) – (R. Gyinara Aszanova)
- 1978 – Franciaórák "Уроки французского" – (Epizódszerep)